# Філаретово
Філаре́тово (болг. Филаретово) — село в Сливенській області Болгарії. Входить до складу общини Котел.

## Населення
За даними перепису населення 2011 року у селі проживали 604 особи.
Національний склад населення села:
| Національність   | Кількість осіб | Відсоток |
| ---------------- | -------------- | -------- |
| турки            | 594            | 98,8 %   |
| болгари          | 3              | 0,5 %    |
| Всього відповіли | 601            |          |

Розподіл населення за віком у 2011 році:
Динаміка населення: